# Sur Club
El Sur Sports Club es un equipo de fútbol de Omán que milita en la Primera División de Omán, la segunda liga de fútbol más importante del país.

## Historia
Fue fundado en el año 1969 en la ciudad de Sur, teniendo como rivales de ciudad al Al-Oruba y el Al-Talia. Ha sido campeón de Liga en 2 ocasiones y ha Ganado la Copa del Sultán en 3 ocasiones en 4 finales jugadas.
A nivel internacional ha participado en 3 torneos continentales, donde nunca ha podido avanzar de la Primera ronda.

## Palmarés
- Liga Omaní de Fútbol: 2

1995, 1996
- Copa del Sultán Qaboos: 4

1973-74, 1992-93, 2007-08, 2018-19
- - Finalista: 1

2006-07
- Copa FA de Omán: 0
  - Finalista: 1

2006-07
- Primera División de Omán: 1

2010-11

## Participación en competiciones internacionales

### AFC
| Temporada | Torneo                 | Ronda          | Club          | Casa | Visita | Global   |
| --------- | ---------------------- | -------------- | ------------- | ---- | ------ | -------- |
| 1997/98   | Copa de Clubes de Asia | 1              | Al-Zawraa     | 0-5  | 0-4    | 0-9      |
| 2008      | Copa AFC               | Fase de grupos | Muharraq Club | 2-2  | 2-3    | 4º Lugar |
| 2008      | Copa AFC               | Fase de grupos | Dempo SC      | 3-2  | 2-5    | 4º Lugar |
| 2008      | Copa AFC               | Fase de grupos | Al-Ansar      | 0-2  | 1-1    | 4º Lugar |
| 2020      | Copa AFC               | 2.ª preliminar | Hilal Al-Quds | 0-0  | 0-2    | 0-2      |

### UAFA
| Temporada | Torneo               | Ronda          | Club       | Casa | Visita | Global   |
| --------- | -------------------- | -------------- | ---------- | ---- | ------ | -------- |
| 2009/10   | GCC Champions League | Fase de grupos | Al-Nassr   | 1-2  | 2-2    | 2º Lugar |
| 2009/10   | GCC Champions League | Fase de grupos | Al-Khor SC | 1-0  | 0-1    | 2º Lugar |

## Jugadores

### Jugadores destacados
- Ahmadou Eboa Ngomna
- Issam Fayel

## Entrenadores

### Entrenadores destacados
- Eddie Firmani (1992–93)
- Ashraf Kasem (2013)
- Petre Gigiu (2014)
- Velizar Popov (2013-2014 / 2018-2019 )